# 西山乃利子
西山 乃利子（にしやま のりこ、2000年5月29日 - ）は、日本のタレント、グラビアアイドル。愛称は、のっこ。神奈川県出身。身長160cm。
アパレルブランド「SORELLA」のイメージモデルでもある。2019年1月6日まで女性アイドルグループParfaitのメンバーとしても活動していた。

## 経歴
2014年以前
- 父が日本人、母がフィリピン人のハーフとして生まれる[6]。実姉にparfaitのリーダーである西山野園美がいる[7][8]。

2015年
- 同年10月31日にはジュニアアイドルとしてDVDを発売[4]。また、イメージDVD『榊まこ、西山乃利子　美少女伝説　のりまこ日記』で榊まこと共演した[9] 。

2016年
- 3月7日にファッションモデルとして、Zepp TOKYOで行われたファッションショーで初のランウェイを歩いた[6]。10月29日にはparfaitのファーストシングルとなる「虹の先へ」の発売イベントを行う[10]。
- 白泉社の『ヤングアニマル』と「DMM.yell」が共同で開催するオーディション「YAグラ姫2017」のファイナリストに選ばれ[11]、11月11日 には『ヤングアニマル』の表紙や巻頭・巻末にグラビアが掲載され別冊付録で紹介された[12]

2017年
- 9月16日 アキバコレクション 第9回 秋葉原P.A.R.M.S.
- 10月 TikTokの投稿を開始（2019年時点で、フォロワーが43万人を超える[13]）。
- 12月22日 YouTubeチャンネル「西山乃利子」を開設し、自己紹介　西山のりこYouTuberになります！【初投稿】 を投稿してYouTubeでも活動を開始。

2018年
- 2月25日 アキバコレクション 第10回 秋葉原P.A.R.M.S.
- 3月27日 超十代 ‐ULTRA TEENS FES- (幕張メッセ) でのトークイベント『メイプル超合金 安藤なつ先生「嫌いな女子あるある決定版〜好感度女子になろう〜」』に出演。
- 4月4日 シンデレラフェス [14] (さいたまスーパーアリーナ) ランウェイ。
- 5月2日 Tokyo Street Collection [15] (武蔵野の森 総合スポーツプラザ(メインアリーナ)) ランウェイ。
- 7月1日 C Channel のクリッパーとして動画投稿を開始。C Channel 西山乃利子
- 8⽉9⽇ Popteen熱盛祭 (Zepp Osaka Bayside) ランウェイ。
- 8月29日 関西コレクション (京セラドーム大阪) ランウェイ。
- 9月 HANDSIGN 「この手で奏でるありがとう」のMVに出演[16]
- 9月9日  TiARY TV Fes!! Powered by Tokyo Street Collection[17][18]  (品川インターシティホール) ランウェイ。
- 10月6日 若手YouTuber・TikTokerオフラインイベント[19] (イオンモール幕張新都心) トークイベントMC。

2019年
- 2月24日 Xronos Teens Fes[20][21]
- 3月25日 ホリプロデジタルエンターテインメントへの所属を報告[22]
- 3月26日 超十代[23]
- 4月28日 人気TikTokerとハムリーズで遊ぼう！ (横浜ワールドポーターズ) [24]

2021年
- 3月、英語学習のためマルタ共和国へ留学。将来的には海外でも活動したいという意向を語っていた[25]。

2022年
- 7月5日から8月23日まで、ABEMAの恋愛リアリティ番組『シャッフルアイランド season2』に出演[26]。
- 9月30日、約6年ぶりにイメージDVD『UNREAL』をリリースし、グラビア活動を再開[27][28]。
- 11月、女優としての夢をかなえるため、フィリピンへの移住を予定していると語った[29]。

## 人物
- 趣味は音楽鑑賞で、特技はダンス[1]、ギターでサザンオールスターズの曲を弾いたり、ディズニーランドが好きで「この世界に想像力が残っている限り、成長し続ける」というウォルト・ディズニーの言葉に影響を受けたり、グラビアイドルのRaMuにあこがれているという[30]。
- 実父はフィリピンのジャッキー・チェンと呼ばれる人物で、会ったことがない兄弟姉妹が17人いる[31]。
- たけのこの里が好きで、たけのこの里を製造する明治製菓の工場をプライベートで行きたい場所として挙げたことがある[13]。
- ディズニーランドが好きで、ウォルト・ディズニーの「この世界に想像力が残っている限り、成長し続ける」という言葉に影響を受けているという[13]。
- 将来については「幅広く活躍できる人、夢を与えられる人、たくさんの方々の支えになれる人」を目指しているとのこと(2019年8月) [32]

## 出演

### DVD
- 美少女伝説 西山乃利子[7][4]（2015年9月25日）
- 美少女伝説 のりチュ（2016年1月29日）
- 美少女伝説 のりリズム[5]（2016年6月24日）
- 美少女伝説 NoriMax!![10]（2016年9月23日）
- UNREAL (2022年9月30日）[27][33]

### DVD (共演)
- 美少女伝説 のりまこ日記 榊まこ 西山乃利子[9] （2015年11月27日) - 榊まことの共演
- 榊まこ・西山乃利子 美少女伝説 まことのりこのぴゅあ組[34] （2016年3月25日）- 榊まことの共演
- 美少女伝説 まことのりことクマたんの大冒険[35] （2016年10月28日）- 榊まことの共演

### 舞台
- アリスインプロジェクト「ハイスクールミレニアム2015」[36]（2015年12月16日 - 20日、新馬場・六行会ホール） - 時組 月岡民子 役

### ネット配信
- シャッフルアイランド season2（ABEMA）[37]

## 書籍

### モデル
- Cosplay of Nurse（2022年2月22日、メタ・ブレーン、撮影：須崎祐次）ISBN 978-4910546032

## 関連文献
- 「YAグラ姫2017 スペシャルガイドブック」『ヤングアニマル』22号、白泉社、2016年11月11日。